# Handball-Weltmeisterschaft der Männer 2025/Qualifikation
Die Qualifikation zur Teilnahme an der Handball-Weltmeisterschaft der Männer 2025 begann im Februar 2020 mit dem Zuschlag der Ausrichtung der Weltmeisterschaft und endet mit dem Abschluss der Qualifikationsspiele. Am Turnier werden 32 Mannschaften teilnehmen.

## Richtlinien der IHF
Die Startplätze bei der Weltmeisterschaft werden nach den Richtlinien der IHF vergeben. Diese sehen Pflicht- und Leistungsplätze, Plätze für den Organisator und den amtierenden Weltmeister und Wildcards vor. Um die Pflicht- und Leistungsplätze zu erhalten, haben die Kontinentalföderationen bestimmte Bedingungen zu erfüllen.
Gesetzt sind die Organisatoren und der amtierende Weltmeister. Bis zu zwölf Leistungsplätze werden an die Kontinentalföderationen auf der Grundlage der Mannschaften auf Rang 1–12 der vorangegangenen Weltmeisterschaft zugeteilt; ist der amtierende Weltmeister gleichzeitig Ausrichter der nächsten Weltmeisterschaft, erhält die Kontinentalföderation des amtierenden Weltmeisters einen zusätzlichen Leistungsplatz. Bis zu 17 Pflichtplätze gehen an Mannschaften der Verbände in Afrika, Asien, Europa, Nordamerika und Karibik, Süd- und Zentralamerika sowie ggf. Ozeanien und eine Wildcard. Für den Fall, dass es mehr als einen Organisator aus derselben Kontinentalföderation gibt, sehen die Regularien vor, die Anzahl der Pflichtplätze der betreffenden Kontinentalföderation entsprechend zu reduzieren.

## Direkte Qualifikation
Direkt qualifiziert sind die Organisatoren und der amtierende Weltmeister, hier jedoch stattdessen ein anderes Team aus der EHF:
- Kroatien, Dänemark und Norwegen als gastgebende Organisatoren
- Frankreich als zweitbestes europäisches Team (und Zweitplatzierter) bei der Weltmeisterschaft von 2023, da Dänemark als amtierender Weltmeister 2023 gleichzeitig Co-Ausrichter 2025 ist

## Leistungsplätze und Pflichtplätze
Grundsätzlich zwölf Leistungsplätze wurden an die Kontinentalföderationen auf der Grundlage der Mannschaften auf Rang 1–12 der vorangegangenen Weltmeisterschaft zugeteilt. Bei der Weltmeisterschaft 2023 hatten die Mannschaften aus Dänemark, Frankreich, Spanien, Schweden, Deutschland, Norwegen, Ägypten, Ungarn, Kroatien, Slowenien, Serbien sowie Island die Plätze 1 bis 12 belegt. Elf dieser Teams kommen aus Europa, eins aus Afrika. Die Zahl der Leistungsplätze für die EHF wurde um einen erhöht, da der amtierende Weltmeister 2023, der aus Europa kommt, schon als einer der Co-Organisatoren gesetzt war.
17 Pflichtplätze wurden an Mannschaften der Kontinentalverbände in Afrika, Asien, Europa, Nordamerika und Karibik, Süd- und Zentralamerika sowie ggf. Ozeanien vergeben. Für den Fall, dass es mehr als einen Organisator aus derselben Kontinentalföderation gibt, wird die Anzahl der Pflichtplätze der betreffenden Kontinentalföderation entsprechend reduziert. Für die Weltmeisterschaft 2025 bedeutete das bei drei europäischen Co-Organisatoren die Reduzierung der Pflichtplätze der EHF.

### Afrika (CAHB)
Der Handballverband Afrikas, Confédération Africaine de Handball (CAHB), erhielt vier Pflichtplätze für die Teilnahme an der Weltmeisterschaft, dafür mussten mindestens acht Mannschaften am Qualifikationsturnier der Kontinentalföderation (Afrikameisterschaft) teilnehmen. Das entsprechende Turnier war die Afrikameisterschaft 2024. Dabei qualifizierten sich im Januar 2024 die Verbände von Ägypten, Algerien, Tunesien, Kap Verde und Guinea. Für Afrika gab es einen Leistungsplatz wegen der Platzierung Ägyptens bei der Weltmeisterschaft 2023.

### Asien (AHF)
Der Handballverband Asiens (Asiatische Handballverband (AHF)) erhielt vier Pflichtplätze für die Teilnahme an der Weltmeisterschaft, dafür mussten mindestens acht Mannschaften am Qualifikationsturnier der Kontinentalföderation (Asienmeisterschaft) teilnehmen. Das entsprechende Turnier war die Asienmeisterschaft 2024, bei der sich im Januar 2024 die Teams aus Katar, Japan, Bahrain und Kuwait qualifizierten.

### Europa (EHF)
Der Handballverband Europas erhielt vier Pflichtplätze für die Teilnahme an der Weltmeisterschaft, dafür mussten mindestens acht Mannschaften am Qualifikationsturnier der Kontinentalföderation, der Europameisterschaft, teilnehmen. Das entsprechende Turnier war die Europameisterschaft 2024. Da die drei Co-Gastgeber aus derselben Kontinentalföderation (EHF) kommen, wurde die Anzahl der Pflichtplätze der EHF reduziert; der EHF stand somit ein Pflichtplatz zur Verfügung. Die Zahl der Leistungsplätze (elf, resultierend aus der Weltmeisterschaft 2023) wurde um eins erhöht, da der amtierende Weltmeister 2023, der aus Europa kommt, schon als einer der Co-Organisatoren gesetzt war; somit besaß die EHF zwölf Leistungsplätze.

#### Europameisterschaft 2024
Bei der Europameisterschaft 2024 im Januar 2024 qualifizierten sich die zwei bestplatzierten Mannschaften, mit Ausnahme der Teams der drei Weltmeisterschafts-Co-Gastgeberländer Kroatien, Dänemark und Norwegen und des französischen Teams, das bereits über die Weltmeisterschaft 2023 qualifiziert war. Deutschland und Schweden standen schon mit dem Erreichen des Halbfinals vorzeitig als Teilnehmer fest, da die beiden anderen Halbfinalisten bereits qualifiziert waren als Gastgeber (Dänemark) und über die Weltmeisterschaft 2023 (Frankreich).

#### Europäische Qualifikationsspiele
Bei den europäischen Qualifikationsspielen wurden elf Teilnehmer ermittelt.

##### Phase 1
In der ersten Phase spielten zehn Mannschaften in einer K.O.-Runde gegeneinander um den Einzug in die zweite Phase der Runde.
|                        |          | Hinspiel                                    | Rückspiel                                   | Tore  |
| ---------------------- | -------- | ------------------------------------------- | ------------------------------------------- | ----- |
| Luxemburg              | Israel   | 31:28 (14:15) (17.1.2024 Anm. 1, Luxemburg) | 27:35 (16:15) (18.1.2024 Anm. 1, Luxemburg) | 58:63 |
| Vereinigtes Königreich | Finnland | 16:25 (8:11) (2.11.2023, Motherwell)        | 12:33 (5:14) (4.11.2023, Karis)             | 28:58 |
| Lettland               | Estland  | 29:30 (12:13) (2.11.2023, Valmiera)         | 22:28 (7:12) (4.11.2023, Tallin)            | 51:58 |
| Slowakei               | Kosovo   | 33:23 (15:9) (2.11.2023, Považská Bystrica) | 25:28 (14:14) (5.11.2023, Pristina)         | 58:51 |
| Türkei                 | Italien  | 37:28 (15:13) (1.11.2023, Serdivan)         | 27:37 (11:16) (5.11.2023, Chieti)           | 64:65 |

##### Phase 2
In der Phase 2 trafen zunächst die fünf Sieger aus Phase 1 auf die Teams aus Litauen, Ukraine und Belgien. Die Auslosung der Partien wurde am 21. November 2023 vorgenommen. Zum Zeitpunkt der Auslosung waren die für die Phase 1 angesetzten Spiele der israelischen Mannschaft gegen Luxemburg, die wegen des Kriegs in Israel und Gaza 2023 verschoben wurden, noch nicht ausgetragen.
Teil 1
|          |         | Hinspiel                             | Rückspiel                                           | Tore  |
| -------- | ------- | ------------------------------------ | --------------------------------------------------- | ----- |
| Estland  | Ukraine | 32:29 (18:16) (13.3.2024, Tallinn)   | 41:33 (18:18) (17.3.2024, Alytus Anm. 1)            | 73:62 |
| Belgien  | Italien | 25:29 (13:14) (13.3.2024, Hasselt)   | 31:33 (16:16) (17.3.2024, Pescara)                  | 56:62 |
| Finnland | Litauen | 20:20 (9:9) (14.3.2024, Vantaa)      | 29:30 n. S. (13:13, 26:26, 3:4) (17.3.2024, Alytus) | 49:50 |
| Slowakei | Israel  | 26:25 (14:16) (15.3.2024, Topoľčany) | 26:24 (13:11) (17.3.2024, Topoľčany Anm. 2)         | 52:49 |

Teil 2
Im zweiten Teil der Phase 2 spielten die vier Teams, die im ersten Teil der Phase 2 gewonnen haben, mit 18 Mannschaften, die bei der Europameisterschaft 2024 die besten 18 Plätze – mit Ausnahme der drei Co-Organisatoren der Weltmeisterschaft 2025 und der direkt qualifizierten Länder Frankreich, Schweden und Deutschland – belegt hatten. Die Ansetzungen für diese Runde wurden am 27. Januar 2024 durch Božidar Đurković und František Táborský ausgelost. In Lostopf 1 befanden sich die Lose der Verbände Ungarns, Sloweniens, Portugals, Österreichs, Islands, der Niederlande, Spaniens, Montenegros, der Tschechischen Republik, Polens und Nordmazedoniens (die Mannschaften auf den Plätzen 1 bis 17 ohne die schon qualifizierten Teams). Lostopf 2 enthielt die sieben verbleibenden Mannschaften der Abschlussplatzierung der Europameisterschaft (Georgien, Serbien, Färöer, Schweiz, Rumänien, Griechenland sowie Bosnien und Herzegowina) und dazu die – zu dem Zeitpunkt noch nicht ermittelten – Gewinner der Begegnungen des ersten Teils der 2. Phase der europäischen Qualifikation.
|              |                         | Hinspiel                             | Rückspiel                                          | Tore  |
| ------------ | ----------------------- | ------------------------------------ | -------------------------------------------------- | ----- |
| Litauen      | Ungarn                  | 26:33 (11:13) (9.5.2024, Vilnius)    | 23:36 (10:17) (12.5.2024, Veszprém)                | 49:69 |
| Italien      | Montenegro              | 32:26 (16:15) (9.5.2024, Conversano) | 34:32 (17:13) (12.5.2024, Podgorica)               | 66:58 |
| Griechenland | Niederlande             | 31:27 (13:12) (8.5.2024, Kozani)     | 25:31 (10:16) (12.5.2024, Eindhoven)               | 56:58 |
| Rumänien     | Tschechien              | 31:30(15:11) (9.5.2024, Baia Mare)   | 20:29 (9:15) (12.5.2024, Brno)                     | 51:59 |
| Spanien      | Serbien                 | 32:28 (15:14) (8.5.2024, Lalín)      | 22:25 (11:15) (12.5.2024, Novi Sad)                | 54:53 |
| Färöer       | Nordmazedonien          | 34:27 (18:14) (8.5.2024, Tórshavn)   | 26:34 (15:19) (12.5.2024, Skopje)                  | 60:61 |
| Slowenien    | Schweiz                 | 26:27 (15:12) (9.5.2024, Koper)      | 38:34 n. S. (34:33, 14:12) (12.5.2024, Winterthur) | 64:61 |
| Portugal     | Bosnien und Herzegowina | 29:19 (14:10) (9.5.2024, Guimarães)  | 26:26 (17:13) (12.5.2024, Tuzla)                   | 55:45 |
| Island       | Estland                 | 50:25 (26:12) (8.5.2024, Reykjavík)  | 37:24 (18:13) (11.5.2024, Tallinn)                 | 87:49 |
| Polen        | Slowakei                | 28:29 (15:16) (9.5.2024, Gdańsk)     | 33:25 (15:12) (12.5.2024, Topoľčany)               | 64:51 |
| Georgien     | Österreich              | 25:27 (12:12) (9.5.2024, Tbilissi)   | 31:37 (17:21) (12.5.2024, Wien)                    | 56:64 |

### Nordamerika und Karibik (NACHC)
Der Handballverband von Nordamerika und der Karibik, die Handballkonföderation Nordamerikas und der Karibik (NACHC), erhielt einen Pflichtplatz für die Teilnahme an der Weltmeisterschaft, dafür mussten mindestens vier Mannschaften am Qualifikationsturnier der Kontinentalföderation (Nordamerikanische und karibische Handballmeisterschaft) teilnehmen. Das entsprechende Turnier war die nordamerikanische und karibische Meisterschaft 2024, die das Team aus Kuba gewann. Das Team der Vereinigten Staaten war bereits per Wildcard qualifiziert.

### Ozeanien (OCHF)
Die Kontinentalföderation Ozeaniens (Ozeanische Verband (OCHF)) besitzt keinen direkten Pflichtplatz für eine Qualifikationsveranstaltung auf kontinentaler Ebene, war jedoch eingeladen zu den Qualifikationsveranstaltungen Asiens (Asienmeisterschaft). Wenn der Vertreter Ozeaniens bei der Qualifikationsveranstaltung Asiens mindestens den fünften Platz erreicht, bekäme er einen Pflichtplatz. Beim Qualifikationsturnier, der Asienmeisterschaft 2024, gelang das dem Vertreter Ozeaniens nicht.

### Süd- und Zentralamerika (COSCABAL)
Der Handballverband für Südamerika und Mittelamerika, die Süd- und zentralamerikanische Handballkonföderation (COSCABAL), erhielt drei Pflichtplätze für die Teilnahme an der Weltmeisterschaft, dafür mussten sechs Mannschaften am Qualifikationsturnier der Kontinentalföderation (Süd- und mittelamerikanische Handballmeisterschaft) teilnehmen. Das entsprechende Turnier war die süd- und mittelamerikanische Meisterschaft 2024. Es qualifizierten sich dabei im Januar 2024 die Mannschaften aus Brasilien, Argentinien und Chile.

### Wildcards
Grundsätzlich wird ein Startplatz durch Wildcard bestimmt. Die Internationale Handballföderation vergab diese Startberechtigung für die Jahre 2025 und 2027 schon im Oktober 2018 an den Verband der Vereinigten Staaten zur Vorbereitung als Gastgeber der Olympischen Sommerspiele 2028.
Da sich kein Team aus Ozeanien qualifizieren konnte, stand eine weitere Wildcard zur Verfügung. Für diese bewarben sich die Verbände Serbiens, der Schweiz und Montenegros. Für die Vergabe gibt es keine definierten Kriterien. Die Internationale Handballföderation vergab das Startrecht an den Schweizer Handballverband.

## Beste Torschützen

### Europa
| Platz | Spieler           | Nationalmannschaft | Tore   | Tore     | Tore     | Anmerkung                       |
| Platz | Spieler           | Nationalmannschaft | gesamt | 1. Runde | 2. Runde | Anmerkung                       |
| ----- | ----------------- | ------------------ | ------ | -------- | -------- | ------------------------------- |
| 1.    | Karl Toom         | Estland            | 38     | 13       | 25       | Estland ist nicht qualifiziert  |
| 2.    | Andrea Parisini   | Italien            | 30     | 13       | 17       | Italien ist qualifiziert        |
| 3.    | Juraj Briatka     | Slowakei           | 29     | 09       | 20       | Slowakei ist nicht qualifiziert |
| 4.    | Benjamin Helander | Finnland           | 26     | 19       | 07       | Finnland ist nicht qualifiziert |
| 4.    | Dener Jaanimaa    | Estland            | 26     | 0        | 26       | Estland ist nicht qualifiziert  |
| 5.    | Simone Mengon     | Italien            | 22     | 08       | 14       | Italien ist qualifiziert        |

## Liste der Teilnehmer
Die nachfolgend aufgeführten Mannschaften nehmen an der Weltmeisterschaft 2025 teil. Die Tabelle zeigt zudem das Datum der Qualifizierung, den Kontinentalverband und die Anzahl der bisherigen Weltmeisterschaftsteilnahmen.
| Mannschaft aus     | Kontinent (Verband)                | Qualifiziert durch                                            | Datum der Qualifikation | Teilnahmen an den 28 vorigen Weltmeisterschaften | Teilnahmen an den 28 vorigen Weltmeisterschaften | Teilnahmen an den 28 vorigen Weltmeisterschaften |
| Mannschaft aus     | Kontinent (Verband)                | Qualifiziert durch                                            | Datum der Qualifikation | Anzahl                                           | Jahre | Titel                                            |
| ------------------ | ---------------------------------- | ------------------------------------------------------------- | ----------------------- | ------------------------------------------------ | --- | ------------------------------------------------ |
| Kroatien           | Europa (EHF)                       | Gastgeber                                                     | 28. Feb. 2020           | 15                                               | 1995, 1997, 1999, 2001, 2003, 2005, 2007, 2009, 2011, 2013, 2015, 2017, 2019, 2021, 2023                                                                   | 1 (2003)                                         |
| Dänemark           | Europa (EHF)                       | Gastgeber                                                     | 28. Feb. 2020           | 25                                               | 1938, 1954, 1958, 1961, 1964, 1967, 1970, 1974, 1978, 1982, 1986, 1993, 1995, 1999, 2003, 2005, 2007, 2009, 2011, 2013, 2015, 2017, 2019, 2021, 2023       | 3 (2019, 2021, 2023)                             |
| Norwegen           | Europa (EHF)                       | Gastgeber                                                     | 28. Feb. 2020           | 17                                               | 1958, 1961, 1964, 1967, 1970, 1993, 1997, 1999, 2001, 2005, 2007, 2009, 2011, 2017, 2019, 2021, 2023                                                       | 0                                                |
| Vereinigte Staaten | Nordamerika und Karibik (NACHC)    | Wildcard                                                      | 9. Juli 2020            | 06                                               | 1964, 1970, 1974, 1993, 1995, 2001 | 0                                                |
| Frankreich         | Europa (EHF)                       | Zweiter der Weltmeisterschaft 2023 Anm. 1                     | 29. Jan. 2023           | 24                                               | 1954, 1958, 1961, 1964, 1967, 1970, 1978, 1990, 1993, 1995, 1997, 1999, 2001, 2003, 2005, 2007, 2009, 2011, 2013, 2015, 2017, 2019, 2021, 2023             | 6 (1995, 2001, 2009, 2011, 2015, 2017)           |
| Brasilien          | Süd- und Zentralamerika (COSCABAL) | Sieger der Süd- und zentralamerikanischen Meisterschaft 2024  | 20. Jan. 2024           | 16                                               | 1958, 1995, 1997, 1999, 2001, 2003, 2005, 2007, 2009, 2011, 2013, 2015, 2017, 2019, 2021, 2023                                                             | 0                                                |
| Argentinien        | Süd- und Zentralamerika (COSCABAL) | Zweiter der Süd- und zentralamerikanischen Meisterschaft 2024 | 20. Jan. 2024           | 14                                               | 1997, 1999, 2001, 2003, 2005, 2007, 2009, 2011, 2013, 2015, 2017, 2019, 2021, 2023                                                                         | 0                                                |
| Chile              | Süd- und Zentralamerika (COSCABAL) | Dritter der Süd- und zentralamerikanischen Meisterschaft 2024 | 20. Jan. 2024           | 07                                               | 2011, 2013, 2015, 2017, 2019, 2021, 2023 | 0                                                |
| Schweden           | Europa (EHF)                       | Dritter der Europameisterschaft 2024 Anm. 2                   | 24. Jan. 2024           | 26                                               | 1938, 1954, 1958, 1961, 1964, 1967, 1970, 1974, 1978, 1982, 1986, 1990, 1993, 1995, 1997, 1999, 2001, 2003, 2005, 2009, 2011, 2015, 2017, 2019, 2021, 2023 | 4 (1954, 1958, 1990, 1999)                       |
| Deutschland        | Europa (EHF)                       | Vierter der Europameisterschaft 2024 Anm. 2                   | 24. Jan. 2024           | 26                                               | 1938, 1954, 1958, 1961, 1964, 1967, 1970, 1974, 1978, 1982, 1986, 1993, 1995, 1999, 2001, 2003, 2005, 2007, 2009, 2011, 2013, 2015, 2017, 2019, 2021, 2023 | 3 (1938, 1978, 2007)                             |
| Katar              | Asien (AHF)                        | Sieger der Asienmeisterschaft 2024                            | 25. Jan. 2024           | 09                                               | 2003, 2005, 2007, 2013, 2015, 2017, 2019, 2021, 2023 | 0                                                |
| Japan              | Asien (AHF)                        | Zweiter der Asienmeisterschaft 2024                           | 25. Jan. 2024           | 11                                               | 1961, 1964, 1967, 1970, 1974, 1995, 1997, 2011, 2017, 2019, 2021                                                                                           | 0                                                |
| Bahrain            | Asien (AHF)                        | Dritter der Asienmeisterschaft 2024                           | 25. Jan. 2024           | 05                                               | 2011, 2017, 2019, 2021, 2023 | 0                                                |
| Kuwait             | Asien (AHF)                        | Vierter der Asienmeisterschaft 2024                           | 25. Jan. 2024           | 08                                               | 1982, 1995, 1999, 2001, 2003, 2005, 2007, 2009 | 0                                                |
| Ägypten            | Afrika (CAHB)                      | Sieger der Afrikameisterschaft 2024                           | 27. Jan. 2024           | 17                                               | 1964, 1993, 1995, 1997, 1999, 2001, 2003, 2005, 2007, 2009, 2011, 2013, 2015, 2017, 2019, 2021, 2023                                                       | 0                                                |
| Algerien           | Afrika (CAHB)                      | Zweiter der Afrikameisterschaft 2024                          | 27. Jan. 2024           | 16                                               | 1974, 1982, 1986, 1990, 1995, 1997, 1999, 2001, 2003, 2005, 2009, 2011, 2013, 2015, 2021, 2023                                                             | 0                                                |
| Tunesien           | Afrika (CAHB)                      | Dritter der Afrikameisterschaft 2024                          | 27. Jan. 2024           | 16                                               | 1967, 1995, 1997, 1999, 2001, 2003, 2005, 2007, 2009, 2011, 2013, 2015, 2017, 2019, 2021, 2023                                                             | 0                                                |
| Kap Verde          | Afrika (CAHB)                      | Vierter der Afrikameisterschaft 2024                          | 27. Jan. 2024           | 02                                               | 2021, 2023 | 0                                                |
| Guinea             | Afrika (CAHB)                      | Fünfter der Afrikameisterschaft 2024                          | 27. Jan. 2024           | 0                                                | – | 0                                                |
| Kuba               | Nordamerika und Karibik (CAHB)     | Erster der Nordamerika- und Karibikmeisterschaft 2024         | 12. Mai 2024            | 07                                               | 1982, 1986, 1990, 1995, 1997, 1999, 2009 | 0                                                |
| Österreich         | Europa (EHF)                       | Europäische Qualifikationsspiele                              | 12. Mai 2024            | 06                                               | 1958, 1993, 2011, 2015, 2019, 2021 | 0                                                |
| Tschechien         | Europa (EHF)                       | Europäische Qualifikationsspiele                              | 12. Mai 2024            | 06                                               | 1995, 1997, 2001, 2005, 2007, 2015, 2021 Anm. 3 | 0                                                |
| Ungarn             | Europa (EHF)                       | Europäische Qualifikationsspiele                              | 12. Mai 2024            | 21                                               | 1958, 1964, 1967, 1970, 1974, 1978, 1982, 1986, 1990, 1993, 1995, 1997, 1999, 2003, 2007, 2011, 2013, 2017, 2019, 2021, 2023                               | 0                                                |
| Island             | Europa (EHF)                       | Europäische Qualifikationsspiele                              | 12. Mai 2024            | 22                                               | 1958, 1961, 1964, 1970, 1974, 1978, 1986, 1990, 1993, 1995, 1997, 2001, 2003, 2005, 2007, 2011, 2013, 2015, 2017, 2019, 2021, 2023                         | 0                                                |
| Italien            | Europa (EHF)                       | Europäische Qualifikationsspiele                              | 12. Mai 2024            | 01                                               | 1997 | 0                                                |
| Niederlande        | Europa (EHF)                       | Europäische Qualifikationsspiele                              | 12. Mai 2024            | 02                                               | 1961, 2023 | 0                                                |
| Nordmazedonien     | Europa (EHF)                       | Europäische Qualifikationsspiele                              | 12. Mai 2024            | 08                                               | 1999, 2009, 2013, 2015, 2017, 2019, 2021, 2023 | 0                                                |
| Polen              | Europa (EHF)                       | Europäische Qualifikationsspiele                              | 12. Mai 2024            | 17                                               | 1958, 1967, 1970, 1974, 1978, 1982, 1986, 1990, 2003, 2007, 2009, 2011, 2013, 2015, 2017, 2021, 2023                                                       | 0                                                |
| Portugal           | Europa (EHF)                       | Europäische Qualifikationsspiele                              | 12. Mai 2024            | 05                                               | 1997, 2001, 2003, 2021, 2023 | 0                                                |
| Slowenien          | Europa (EHF)                       | Europäische Qualifikationsspiele                              | 12. Mai 2024            | 10                                               | 1995, 2001, 2003, 2005, 2007, 2013, 2015, 2017, 2021, 2023                                                                                                 | 0                                                |
| Spanien            | Europa (EHF)                       | Europäische Qualifikationsspiele                              | 12. Mai 2024            | 22                                               | 1958, 1974, 1978, 1982, 1986, 1990, 1993, 1995, 1997, 1999, 2001, 2003, 2005, 2007, 2009, 2011, 2013, 2015, 2017, 2019, 2021, 2023                         | 2 (2005, 2013)                                   |
| Schweiz            | Europa (EHF)                       | Wildcard                                                      | 24. Mai 2024            | 11                                               | 1954, 1961, 1964, 1967, 1970, 1982, 1986, 1990, 1993, 1995, 2021                                                                                           | 0                                                |